# 20120 Ryugatake
20120 Ryugatake è un asteroide della fascia principale. Scoperto nel 1995, presenta un'orbita caratterizzata da un semiasse maggiore pari a 2,6331602 UA e da un'eccentricità di 0,1533542, inclinata di 12,80230° rispetto all'eclittica.